# Leucodon curvirostris
Leucodon curvirostris là một loài Rêu trong họ Leucodontaceae. Loài này được Hampe mô tả khoa học đầu tiên năm 1844.